# Oumarou Garba Youssoufou
Oumarou Garba Youssoufou (* 15. März 1940 in Oungouar Roumdji bei Maradi; † 24. Oktober 2007 in Abidjan; auch Oumarou Garba Issoufou) war ein nigrischer Diplomat und Politiker.

## Leben
Oumarou Garba Youssoufou gehörte der christlichen Minderheit Nigers an. Im Alter von acht Jahren übersiedelte er zu seinem Onkel, einem Pfarrer, nach Kano in Nigeria, wo er seine Schulausbildung erhielt. Er kehrte 1960 nach Niger zurück und arbeitete für das Kabinett von Staatspräsident Hamani Diori als Englisch-Übersetzer. 1962 ging Youssoufou nach Paris, um bei der Alliance française Französisch zu lernen. Er erkrankte an Tuberkulose und verbrachte sechs Monate in einem Sanatorium in den französischen Alpen. Nach seiner Entlassung absolvierte er eine diplomatische Ausbildung in der Schweiz. 1965 heiratete er Rahila Ganya, mit der er sieben Kinder hatte. Youssoufou arbeitete von 1967 bis 1973 in der Botschaft Nigers in Washington, D.C. Er war 1970 ein Gründungsmitglied der Hilfsorganisation Africare und machte 1972 einen Bachelor in Betriebswirtschaftslehre an der American University. Zurück in Niger arbeitete er zunächst ein Jahr lang bei der Nigrisch-Nigerianischen Kommission.
Nach dem Sturz Hamani Dioris und der Machtergreifung Seyni Kountchés wurde Oumarou Garba Youssoufou zum Botschafter ernannt. Als solcher vertrat er Niger in neun Staaten, darunter in Äthiopien und Nigeria. 1980 wurde Youssoufou Botschafter der Organisation für Afrikanische Einheit bei den Vereinten Nationen. Dieses Amt hatte er zehn Jahre lang inne. Nach seinem Ausscheiden aus dem Staatsdienst war er ein Akteur des demokratischen Umbruchs in Niger Anfang der 1990er Jahre. Er war Teilnehmer der Nationalkonferenz von 1991. Er engagierte sich in führender Position bei der Neugründung der Nigrischen Fortschrittspartei (PPN-RDA), der ehemaligen Einheitspartei unter Hamani Diori, deren Parteivorsitzender er 1992 wurde. Bei den Präsidentschaftswahlen von 1993 war er der Kandidat des PPN-RDA und wurde mit 1,99 Prozent der Stimmen Sechster von acht Kandidaten. 1995 wurde er Parteivorsitzender der Nigrischen Demokratischen Front (FDR-Mutunci), einer Kleinpartei, die bei den Parlamentswahlen von 1995 den Einzug in die Nationalversammlung verfehlte. Seine letzten Lebensjahre verbrachte Youssoufou in Nigerias Hauptstadt Abuja.